# یودیت ستایدلر
یودیت ستایدلر (انگلیسی: Judith Zeidler؛ زادهٔ ۱۱ مهٔ ۱۹۶۸) قایقران روئینگ اهل آلمان بود.